# Xenocypris macrolepis
Xenocypris macrolepis е вид лъчеперка от семейство Шаранови (Cyprinidae). Видът не е застрашен от изчезване.

## Разпространение и местообитание
Разпространен е във Виетнам, Китай (Анхуей, Гуейджоу, Дзилин, Дзянси, Дзянсу, Ляонин, Пекин, Тиендзин, Фудзиен, Хайнан, Хубей, Хунан, Хъбей, Хъйлундзян, Чунцин, Шандун, Шанхай и Юннан) и Русия (Западен Сибир).
Обитава сладководни басейни, морета и реки.

## Описание
На дължина достигат до 30 cm, а теглото им е максимум 300 g.